# 経天路駅
経天路駅（けいてんろ-えき）は中華人民共和国江蘇省南京市棲霞区にある、南地下鉄2号線の駅である。

## 駅構造
- 島式ホーム1面2線の高架駅。

| 2号線ホーム | ←2号線 油坊橋方面 |
| 2号線ホーム | 島式ホーム        |
| 2号線ホーム | ←2号線 油坊橋方面 |

## 駅周辺
- 江蘇体育訓練中心

## 歴史
- 2010年5月28日 - 開業。

## 隣の駅
南京地下鉄
■2号線
仙林湖駅- 経天路駅 - 南大仙林校区駅